# Larchmont (Los Angeles)
Pour les articles homonymes, voir Larchmont (homonymie).
Larchmont est un quartier de Los Angeles, en Californie.
Le quartier est délimité par Hollywood au nord et East Hollywood à l'est, par Koreatown au sud-est ainsi que par les quartiers de Windsor Square et Hancock Park à l'ouest et au sud.